# Italia en la Copa Mundial de Fútbol de 1990
La selección de fútbol de Italia fue uno de los 24 equipos participantes en la Copa Mundial de Fútbol de 1990, que se organizó en ese mismo país entre el 8 de junio y el 8 de julio. Por su condición de anfitrión, no tuvo que jugar el proceso clasificatorio. Ésta fue su octava participación consecutiva en la cita mundialista y la duodécima en total.
El equipo integró el grupo A junto con Austria, Checoslovaquia y Estados Unidos. Accedieron a la siguiente ronda como primeros, después de ganar los tres partidos y no recibir goles. Más adelante, eliminaron a Uruguay y a Irlanda, con récord de imbatibilidad del guardameta Walter Zenga, pero perdieron con Argentina en la semifinal. No obstante, obtuvieron el tercer puesto tras vencer al seleccionado de Inglaterra. Salvatore Schillaci anotó seis goles en siete partidos y fue el goleador del torneo.

## Preparación
El 19 de mayo de 1984, en Zúrich, el Comité Ejecutivo de la FIFA asignó a Italia como país anfitrión de la Copa Mundial de Fútbol de 1990, por encima de la Unión Soviética. Los italianos no organizaban una Copa del Mundo desde 1934, torneo que ganaron y del que se sospechan intervenciones por parte de Benito Mussolini. El vicepresidente de la FIFA, Vyacheslav Koloskov, se mostró disconforme e insinuó que uno de los factores que determinó la elección fue el boicot soviético a los Juegos Olímpicos de Los Ángeles, que se llevó a cabo unos días antes de la votación. El presidente João Havelange negó estas declaraciones.
Bajo la conducción de Enzo Bearzot, Italia sostuvo malos resultados desde la obtención de la Copa Mundial de Fútbol de 1982 y, dos años después, no clasificó a la Eurocopa. Azeglio Vicini, el entrenador del equipo sub-21, sustituyó a Bearzot a mediados de 1986, con la premisa de comenzar un recambio generacional. Rápidamente cumplió con su cometido, y los resultados en su primer año fueron alentadores. Como clasificó automáticamente, la Eurocopa 1988 sirvió para prepararse a la Copa del Mundo. En el torneo europeo, llegaron hasta la semifinal y en el equipo se consolidaron jugadores jóvenes como Nicola Berti, Paolo Maldini y Roberto Baggio.
Posteriormente, la selección italiana disputó una considerable cantidad partidos amistosos preparativos. En 1989, registró cinco victorias, tres empates y dos derrotas, con doce goles a favor y tres en contra. Baggio, con tres, y Berti y Andrea Carnevale, con dos, fueron los máximos anotadores. Al siguiente año, se programaron dos amistosos previos, contra los Países Bajos y Suiza. El primero se jugó el 21 de febrero en el Stadion Feijenoord y terminó empatado a cero, mientras que el encuentro contra los suizos, que se disputó el 31 de marzo en el St. Jakob Park, lo ganaron por la mínima diferencia gracias a un gol de Luigi De Agostini.
| Fecha                    | Lugar    |              |                             | Resultado |                      |           |
| ------------------------ | -------- | ------------ | --------------------------- | --------- | -------------------- | --------- |
| 20 de septiembre de 1989 | Cesena   | Italia       | Bandera de Italia           | 4:0 (2:0) | Bandera de Bulgaria  | Bulgaria  |
| 14 de octubre de 1989    | Bolonia  | Italia       | Bandera de Italia           | 0:1 (0:0) | Bandera de Brasil    | Brasil    |
| 11 de noviembre de 1989  | Vicenza  | Italia       | Bandera de Italia           | 1:0 (0:0) | Bandera de Argelia   | Argelia   |
| 15 de noviembre de 1989  | Londres  | Inglaterra   | Bandera de Inglaterra       | 0:0       | Bandera de Italia    | Italia    |
| 21 de diciembre de 1989  | Cagliari | Italia       | Bandera de Italia           | 0:0       | Bandera de Argentina | Argentina |
| 21 de febrero de 1990    | Róterdam | Países Bajos | Bandera de los Países Bajos | 0:0       | Bandera de Italia    | Italia    |
| 31 de marzo de 1990      | Basilea  | Suiza        | Bandera de Suiza            | 0:1 (0:0) | Bandera de Italia    | Italia    |

## Jugadores
La lista de Azeglio Vicini estuvo compuesta por veintidós futbolistas, todos ellos pertenecientes a equipos de Italia, y con Giuseppe Bergomi como capitán. La posición de guardameta la ocuparon Walter Zenga de titular y Stefano Tacconi de suplente. Marco Landucci y Gianluca Pagliuca eran las opciones para tercer portero, y el cuerpo técnico al final optó por este último. La defensa estuvo conformada por el líbero Franco Baresi, uno de los pilares del equipo, que estuvo acompañado por Riccardo Ferri en la zaga central. Asimismo, se seleccionó a Bergomi, de veintiséis años, al lateral derecho Paolo Maldini, que con veintiún años era el más joven del plantel, y al lateral Luigi De Agostini, quien también podía jugar en el centro del campo. Los defensas restantes fueron Ciro Ferrara y Pietro Vierchowod.
Un día antes del anuncio de la lista, se le informó al futbolista del S. S. C. Napoli Luca Fusi, quien había jugado unos partidos en el ciclo de Vicini, que no sería convocado debido a que se optó por llevar a otro delantero en vez de un centrocampista. Massimo Crippa, también del Napoli y quien formó parte del plantel en algunas giras previas, quedó afuera de la lista. Se seleccionó a los volantes Nicola Berti, Fernando De Napoli, Roberto Donadoni, Giuseppe Giannini, Giancarlo Marocchi y Carlo Ancelotti, que venía jugando muy pocos minutos y no tenía buena condición física. Para la delantera, Vicini convocó a dos jugadores que no eran de su total agrado, Roberto Baggio y Roberto Mancini. También, llamó a Gianluca Vialli, del que en particular se esperaba un buen rendimiento, Andrea Carnevale y, a último momento, Salvatore Schillaci, quien llevaba jugando solo una temporada en Serie A. El planteamiento inicial asignaba a Vialli y Carnevale como titulares, y a Aldo Serena de revulsivo por sus aptitudes físicas y habilidad para cabecear.
| #  | Nombre               | Posición       | Edad | Part. | Club                 |
| -- | -------------------- | -------------- | ---- | ----- | -------------------- |
| 1  | Walter Zenga         | Guardameta     | 30   | 35    | F. C. Internazionale |
| 2  | Franco Baresi        | Defensa        | 30   | 39    | A. C. Milan          |
| 3  | Giuseppe Bergomi     | Defensa        | 26   | 65    | F. C. Internazionale |
| 4  | Luigi De Agostini    | Defensa        | 29   | 24    | Juventus F. C.       |
| 5  | Ciro Ferrara         | Defensa        | 23   | 16    | S. S. C. Napoli      |
| 6  | Riccardo Ferri       | Defensa        | 26   | 29    | F. C. Internazionale |
| 7  | Paolo Maldini        | Defensa        | 21   | 19    | A. C. Milan          |
| 8  | Pietro Vierchowod    | Defensa        | 31   | 29    | U. C. Sampdoria      |
| 9  | Carlo Ancelotti      | Centrocampista | 30   | 22    | A. C. Milan          |
| 10 | Nicola Berti         | Centrocampista | 23   | 11    | F. C. Internazionale |
| 11 | Fernando De Napoli   | Centrocampista | 26   | 38    | S. S. C. Napoli      |
| 12 | Stefano Tacconi      | Guardameta     | 33   | 5     | Juventus F. C.       |
| 13 | Giuseppe Giannini    | Centrocampista | 25   | 34    | A. S. Roma           |
| 14 | Giancarlo Marocchi   | Centrocampista | 24   | 7     | Juventus F. C.       |
| 15 | Roberto Baggio       | Delantero      | 23   | 8     | A. C. F. Fiorentina  |
| 16 | Andrea Carnevale     | Delantero      | 29   | 8     | S. S. C. Napoli      |
| 17 | Roberto Donadoni     | Centrocampista | 26   | 29    | A. C. Milan          |
| 18 | Roberto Mancini      | Delantero      | 25   | 20    | U. C. Sampdoria      |
| 19 | Salvatore Schillaci† | Delantero      | 25   | 1     | Juventus F. C.       |
| 20 | Aldo Serena          | Delantero      | 29   | 18    | F. C. Internazionale |
| 21 | Gianluca Vialli †    | Delantero      | 25   | 42    | U. C. Sampdoria      |
| 22 | Gianluca Pagliuca    | Guardameta     | 23   | 0     | U. C. Sampdoria      |
| DT | Azeglio Vicini †     |                | 57   |       |                      |

## Participación
La selección de Italia se hospedó en Marino (Roma) y utilizó el estadio Ferentum como campo de entrenamiento. El 9 de junio, se enfrentaron con Austria por el primer partido del grupo A, en el estadio Olímpico de Roma. Los austriacos adelantaron su línea defensiva, lo que hizo que los italianos quedaran en fuera de juego nueve veces, y buscaron el empate, como reconoció Josef Hickersberger. En el minuto 74, Vicini reemplazó a un agotado Carnevale e introdujo a Schillaci, quien cuatro minutos más tarde marcó el único gol del partido. El delantero de 25 años solventó los problemas del equipo, que generaba muchas ocasiones pero le costaba anotar.
Cinco días después, derrotaron por 1-0 a Estados Unidos en el mismo estadio y clasificaron a la segunda ronda. Se esperaba un resultado abultado a favor del conjunto local, pero el encuentro estuvo parejo debido a la postura defensiva de los estadounidenses. En una jugada individual, Giannini marcó a los once minutos, y a la media hora Paul Caligiuri provocó un penal sobre Berti. Vialli se hizo cargo de lanzarlo, pero envió el balón al poste izquierdo. Tras esto, Estados Unidos aguardó en su campo y le generó muchos problemas a Italia para encontrar espacios, pero aun así los europeos prefirieron no adelantar sus líneas ni presionar en campo rival.
Vicini tuvo que realizar cambios en la delantera tras una lesión de Vialli y el bajo rendimiento de Carnevale. En su lugar, comenzaron de titulares Baggio y Schillaci. En el último partido de fase de grupos, derrotaron por 2-0 a Checoslovaquia, quedaron primeros y se convirtieron en la primera selección en ganar sus tres encuentros ese Mundial. El primer tanto lo anotó Schillaci a los nueve minutos, favorecido por un remate fallido de Giannini, y Baggio marcó el segundo «luego de una magnífica carrera en solitario, en la que eludió a tres defensores en el minuto 77». Este gol, en el que Giannini también tuvo participación, es considerado uno de los mejores en la historia. Más tarde, Vicini declaró que la ovación de los aficionados locales en este partido, que ya estaba resuelto, hizo que su equipo mantuviera una intensidad que, a la larga, le sumó fatiga a los jugadores.
En los octavos de final jugaron contra Uruguay, un rival con más jerarquía que los anteriores. El partido permaneció parejo hasta el minuto 52 con el ingreso de Aldo Serena, que marcó la diferencia con su buen juego aéreo. Trece minutos después, Serena recibió un balón de Baggio y asistió a Schillaci que, a través de un remate seco y potente, marcó su tercer gol en cuatro partidos. A siete minutos del final, mediante un tiro libre indirecto, Giannini asistió a Serena, que anotó con la cabeza. En este encuentro, el conjunto italiano no contó con Donadoni, el encargado de gestionar el juego y desbordar en el área rival. En consecuencia, Giannini y Berti tuvieron problemas para suplir esta ausencia, y el equipo se volvió muy dependiente de sus dos delanteros. La defensa, por otro lado, mantuvo su alta eficiencia.
Para el encuentro de cuartos de final ante Irlanda, Vicini realizó varias modificaciones en el esquema, como colocar a Maldini, que hasta entonces había jugado de lateral izquierdo, de defensa central. El carril izquierdo lo ocupó Bergomi, y el defensor Ferri se trasladó al centro del campo para marcar a Andy Townsend. Los irlandeses estaban jugando su primera Copa del Mundo y llegaron a cuartos de final después de empatar sus cuatro encuentros, pero llevaban diecisiete partidos invictos. Durante la mayor parte del primer tiempo, Irlanda mantuvo el control del juego y tuvo un oportunidad clave para marcar en el minuto 25, con un cabezazo de Niall Quinn, pero Zenga lo paró. A los 39 minutos, Schillaci anotó el 1-0 gracias a un rebote de Pat Bonner ante un disparo de Donadoni. Irlanda se recompuso en el segundo tiempo con la entrada de Tony Cascarino, y Serena, que nuevamente ingresó desde el banco de suplentes, volvió a tener una actuación destacada. Los británicos continuaron con su postura ofensiva hasta el final del partido, pero no lograron modificar el marcador.
El partido de semifinal emparejó a Italia con la selección de Argentina, que defendía el título, en el estadio San Paolo en Nápoles, donde la figura Diego Maradona era un ídolo. Italia era el máximo candidato a ganar la Copa del Mundo, mientras que los argentinos habían mostrado un pobre rendimiento a lo largo del torneo. Vicini presentó un cambio importante en la alineación: la titularidad de Vialli en lugar de Baggio, que en la práctica no funcionó debido al poco entendimiento con Schillaci. La dupla, no obstante, generó el gol en el minuto 17, cuando a Schillaci le quedó un rebote tras un disparo de Vialli. El entrenador italiano decidió que Ferri siguiera a Maradona en el mediocampo, lo que desencajó a una zaga acostumbrada a marcar por zonas. Claudio Caniggia le dio fin al récord de imbatibilidad de Zenga a los 67 minutos, mediante un cabezazo. Después de noventa minutos, se jugó una prórroga que se extendió ocho minutos debido a un descuido de Michel Vautrot. El conjunto argentino optó por una postura poco arriesgada, llevó el encuentro a definición por penales, donde el guardameta Sergio Goycochea detuvo los remates de Donadoni y Serena, y accedió a la final.
Después de la eliminación, las críticas provenientes de Italia, aunque moderadas, se centraron en la titularidad de Vialli en vez de Baggio y la elección de marcajes individuales, cuando el equipo nunca había defendido de esa manera. Además, a Vicini también se lo cuestionó por no utilizar a los experimentados Ancelotti y Vierchowod. Años después, el propio Vierchowod diría: «Vicini cometió un único error, gigantesco. Media hora antes del final, tuvo que haber hecho una sola cosa: meterme para que marcara a Maradona [...] Podría haber colocado a otro jugador para fortalecer el centro del campo, pero decidió serle fiel a su mentalidad ofensiva». Mario Sconcerti, en La Repubblica, señaló la mala forma física de Vialli y opinó que Giannini tendría que haber sido sustituido antes del minuto 73. Zenga también fue objeto de críticas debido a que tuvo complicidad en el gol de Caniggia y no detuvo ningún penal, como le había ocurrido en la final de la Eurocopa Sub-21 de 1988, que perdió contra España. El periodista de La Stampa Filippo Grassia se preguntó lo siguiente: «¿Por qué Vicini insistió en poner en el centro del campo a De Agostini, que es el sustituto natural de Maldini y poco más, en lugar de Marocchi, que sí es centrocampista? O Berti, que venía jugando muy bien».
El presidente de la Federación Italiana de Fútbol, Antonio Matarrese, consideró obligatorio ganar la definición del tercer puesto frente a Inglaterra. El partido se disputó el 7 de julio en Bari y los italianos ganaron por 2-1, con goles de Baggio y Schillaci, que superó a Tomáš Skuhravý como máximo goleador del torneo. El primer tanto, cobrado a pesar de que Baggio estaba adelantado, provino de un error de Peter Shilton y una asistencia de Schillaci. David Platt puso el empate parcial a los ochenta minutos y, cuatro minutos después, Schillaci simuló una falta y generó un penal, que él mismo convirtió en gol. En una de las últimas jugadas del encuentro, Joël Quiniou anuló un gol lícito de Berti. Con respecto al tercer puesto, Vicini dijo: «Obtuvimos trece de catorce puntos, nos sentimos un poco vindicados... Es un resultado injusto».

### Fase de grupos
| Equipo         | Pts | PJ | PG | PE | PP | GF | GC | Dif |
| -------------- | --- | -- | -- | -- | -- | -- | -- | --- |
| Italia         | 6   | 3  | 3  | 0  | 0  | 4  | 0  | 4   |
| Checoslovaquia | 4   | 3  | 2  | 0  | 1  | 6  | 3  | 3   |
| Austria        | 2   | 3  | 1  | 0  | 2  | 2  | 3  | -1  |
| Estados Unidos | 0   | 3  | 0  | 0  | 3  | 2  | 8  | -6  |

| 1     | Guardameta     | Walter Zenga       |     |
| 3     | Defensa        | Giuseppe Bergomi   |     |
| 6     | Defensa        | Riccardo Ferri     |     |
| 2     | Defensa        | Franco Baresi      |     |
| 7     | Defensa        | Paolo Maldini      |     |
| 17    | Centrocampista | Roberto Donadoni   |     |
| 9     | Centrocampista | Carlo Ancelotti    | 46' |
| 11    | Centrocampista | Fernando De Napoli |     |
| 13    | Centrocampista | Giuseppe Giannini  |     |
| 16    | Delantero      | Andrea Carnevale   | 75' |
| 21    | Delantero      | Gianluca Vialli    |     |
| D. T. | D. T.          | Azeglio Vicini     |     |

| 1     | Guardameta     | Klaus Lindenberger  |     |
| 7     | Defensa        | Kurt Russ           |     |
| 3     | Defensa        | Robert Pecl         |     |
| 2     | Defensa        | Ernst Aigner        |     |
| 18    | Defensa        | Michael Streiter    |     |
| 8     | Centrocampista | Peter Artner        | 61' |
| 5     | Centrocampista | Peter Schöttel      |     |
| 10    | Centrocampista | Manfred Linzmaier   | 77' |
| 20    | Centrocampista | Andreas Herzog      |     |
| 9     | Delantero      | Toni Polster        |     |
| 13    | Delantero      | Andreas Ogris       |     |
| D. T. | D. T.          | Josef Hickersberger |     |

| 4  | Centrocampista | Luigi De Agostini   | 46' |
| 19 | Delantero      | Salvatore Schillaci | 75' |

| 6  | Centrocampista | Manfred Zsak    | 61' |
| 11 | Centrocampista | Alfred Hörtnagl | 77' |

|  | 78' | Schillaci |

|  |

|  |

| Amonestado | 6' | Herzog |

| Árbitro             | José Roberto Wright (Brasil)    |
| Árbitros asistentes | Armando Pérez Hoyos (Colombia)  |
| Árbitros asistentes | Carlos Silva Valente (Portugal) |

| 1     | Guardameta     | Walter Zenga       |     |
| 3     | Defensa        | Giuseppe Bergomi   |     |
| 6     | Defensa        | Riccardo Ferri     |     |
| 2     | Defensa        | Franco Baresi      |     |
| 7     | Defensa        | Paolo Maldini      |     |
| 17    | Centrocampista | Roberto Donadoni   |     |
| 9     | Centrocampista | Carlo Ancelotti    | 46' |
| 11    | Centrocampista | Fernando De Napoli |     |
| 13    | Centrocampista | Giuseppe Giannini  |     |
| 16    | Delantero      | Andrea Carnevale   | 75' |
| 21    | Delantero      | Gianluca Vialli    |     |
| D. T. | D. T.          | Azeglio Vicini     |     |

| 1     | Guardameta     | Klaus Lindenberger  |     |
| 7     | Defensa        | Kurt Russ           |     |
| 3     | Defensa        | Robert Pecl         |     |
| 2     | Defensa        | Ernst Aigner        |     |
| 18    | Defensa        | Michael Streiter    |     |
| 8     | Centrocampista | Peter Artner        | 61' |
| 5     | Centrocampista | Peter Schöttel      |     |
| 10    | Centrocampista | Manfred Linzmaier   | 77' |
| 20    | Centrocampista | Andreas Herzog      |     |
| 9     | Delantero      | Toni Polster        |     |
| 13    | Delantero      | Andreas Ogris       |     |
| D. T. | D. T.          | Josef Hickersberger |     |

| 4  | Centrocampista | Luigi De Agostini   | 46' |
| 19 | Delantero      | Salvatore Schillaci | 75' |

| 6  | Centrocampista | Manfred Zsak    | 61' |
| 11 | Centrocampista | Alfred Hörtnagl | 77' |

|  | 78' | Schillaci |

|  |

|  |

| Amonestado | 6' | Herzog |

| Árbitro             | José Roberto Wright (Brasil)    |
| Árbitros asistentes | Armando Pérez Hoyos (Colombia)  |
| Árbitros asistentes | Carlos Silva Valente (Portugal) |

| 1     | Guardameta     | Walter Zenga       |     |
| 3     | Defensa        | Giuseppe Bergomi   |     |
| 6     | Defensa        | Riccardo Ferri     |     |
| 2     | Defensa        | Franco Baresi      |     |
| 7     | Defensa        | Paolo Maldini      |     |
| 17    | Centrocampista | Roberto Donadoni   |     |
| 10    | Centrocampista | Nicola Berti       |     |
| 11    | Centrocampista | Fernando De Napoli |     |
| 13    | Centrocampista | Giuseppe Giannini  |     |
| 16    | Delantero      | Andrea Carnevale   | 51' |
| 21    | Delantero      | Gianluca Vialli    |     |
| D. T. | D. T.          | Azeglio Vicini     |     |

| 1     | Guardameta     | Tony Meola        |     |
| 3     | Defensa        | John Doyle        |     |
| 5     | Defensa        | Mike Windischmann |     |
| 15    | Defensa        | Desmond Armstrong |     |
| 20    | Centrocampista | Paul Caligiuri    |     |
| 7     | Centrocampista | Tab Ramos         |     |
| 17    | Centrocampista | Marcelo Balboa    |     |
| 4     | Centrocampista | Jimmy Banks       | 80' |
| 6     | Centrocampista | John Harkes       |     |
| 10    | Delantero      | Peter Vermes      |     |
| 16    | Delantero      | Bruce Murray      | 82' |
| D. T. | D. T.          | Bob Gansler       |     |

| 19 | Delantero | Salvatore Schillaci | 51' |

| 14 | Centrocampista | John Stollmeyer      | 80' |
| 9  | Delantero      | Christopher Sullivan | 82' |

|  | 11' | Giannini |

|  |

| Amonestado | 68' | Ferri |

| Amonestado | 62' | Banks |

| Árbitro             | Edgardo Codesal Méndez (México)  |
| Árbitros asistentes | Juan Daniel Cardellino (Uruguay) |
| Árbitros asistentes | Berny Ulloa Morera (Costa Rica)  |

| 1     | Guardameta     | Walter Zenga       |     |
| 3     | Defensa        | Giuseppe Bergomi   |     |
| 6     | Defensa        | Riccardo Ferri     |     |
| 2     | Defensa        | Franco Baresi      |     |
| 7     | Defensa        | Paolo Maldini      |     |
| 17    | Centrocampista | Roberto Donadoni   |     |
| 10    | Centrocampista | Nicola Berti       |     |
| 11    | Centrocampista | Fernando De Napoli |     |
| 13    | Centrocampista | Giuseppe Giannini  |     |
| 16    | Delantero      | Andrea Carnevale   | 51' |
| 21    | Delantero      | Gianluca Vialli    |     |
| D. T. | D. T.          | Azeglio Vicini     |     |

| 1     | Guardameta     | Tony Meola        |     |
| 3     | Defensa        | John Doyle        |     |
| 5     | Defensa        | Mike Windischmann |     |
| 15    | Defensa        | Desmond Armstrong |     |
| 20    | Centrocampista | Paul Caligiuri    |     |
| 7     | Centrocampista | Tab Ramos         |     |
| 17    | Centrocampista | Marcelo Balboa    |     |
| 4     | Centrocampista | Jimmy Banks       | 80' |
| 6     | Centrocampista | John Harkes       |     |
| 10    | Delantero      | Peter Vermes      |     |
| 16    | Delantero      | Bruce Murray      | 82' |
| D. T. | D. T.          | Bob Gansler       |     |

| 19 | Delantero | Salvatore Schillaci | 51' |

| 14 | Centrocampista | John Stollmeyer      | 80' |
| 9  | Delantero      | Christopher Sullivan | 82' |

|  | 11' | Giannini |

|  |

| Amonestado | 68' | Ferri |

| Amonestado | 62' | Banks |

| Árbitro             | Edgardo Codesal Méndez (México)  |
| Árbitros asistentes | Juan Daniel Cardellino (Uruguay) |
| Árbitros asistentes | Berny Ulloa Morera (Costa Rica)  |

| 1     | Guardameta     | Walter Zenga        |     |
| 3     | Defensa        | Giuseppe Bergomi    |     |
| 6     | Defensa        | Riccardo Ferri      |     |
| 2     | Defensa        | Franco Baresi       |     |
| 7     | Defensa        | Paolo Maldini       |     |
| 17    | Centrocampista | Roberto Donadoni    | 51' |
| 10    | Centrocampista | Nicola Berti        |     |
| 11    | Centrocampista | Fernando De Napoli  | 65' |
| 13    | Centrocampista | Giuseppe Giannini   |     |
| 15    | Delantero      | Roberto Baggio      |     |
| 19    | Delantero      | Salvatore Schillaci |     |
| D. T. | D. T.          | Azeglio Vicini      |     |

| 1     | Guardameta     | Jan Stejskal     |       |
| 15    | Defensa        | Vladimir Kinier  |       |
| 14    | Defensa        | Vladimir Weiss   | 58'   |
| 3     | Defensa        | Miroslav Kadlec  |       |
| 4     | Centrocampista | Ivan Hašek       |       |
| 20    | Centrocampista | Václav Němeček   | 45+1' |
| 8     | Centrocampista | Jozef Chovanec   |       |
| 7     | Centrocampista | Michal Bílek     |       |
| 11    | Centrocampista | Ľubomír Moravčík |       |
| 17    | Delantero      | Ivo Knoflíček    |       |
| 10    | Delantero      | Tomáš Skuhravý   |       |
| D. T. | D. T.          | Jozef Vengloš    |       |

| 4 | Centrocampista | Luigi De Agostini | 51' |
| 8 | Defensa        | Pietro Vierchowod | 65' |

| 2  | Defensa   | Július Bielik   | 45+1' |
| 19 | Delantero | Stanislav Griga | 58'   |

|  | 9'  | Schillaci |
|  | 78' | Baggio    |

|  |

| Amonestado | 44' | Baggio |
| Amonestado | 70' | Berti  |

| Amonestado | 26' | Chovanec |
| Amonestado | 29' | Skuhravý |

| Árbitro             | Joël Quiniou (Francia)          |
| Árbitros asistentes | Marcel Van Langenhove (Bélgica) |
| Árbitros asistentes | George Smith (Escocia)          |

| 1     | Guardameta     | Walter Zenga        |     |
| 3     | Defensa        | Giuseppe Bergomi    |     |
| 6     | Defensa        | Riccardo Ferri      |     |
| 2     | Defensa        | Franco Baresi       |     |
| 7     | Defensa        | Paolo Maldini       |     |
| 17    | Centrocampista | Roberto Donadoni    | 51' |
| 10    | Centrocampista | Nicola Berti        |     |
| 11    | Centrocampista | Fernando De Napoli  | 65' |
| 13    | Centrocampista | Giuseppe Giannini   |     |
| 15    | Delantero      | Roberto Baggio      |     |
| 19    | Delantero      | Salvatore Schillaci |     |
| D. T. | D. T.          | Azeglio Vicini      |     |

| 1     | Guardameta     | Jan Stejskal     |       |
| 15    | Defensa        | Vladimir Kinier  |       |
| 14    | Defensa        | Vladimir Weiss   | 58'   |
| 3     | Defensa        | Miroslav Kadlec  |       |
| 4     | Centrocampista | Ivan Hašek       |       |
| 20    | Centrocampista | Václav Němeček   | 45+1' |
| 8     | Centrocampista | Jozef Chovanec   |       |
| 7     | Centrocampista | Michal Bílek     |       |
| 11    | Centrocampista | Ľubomír Moravčík |       |
| 17    | Delantero      | Ivo Knoflíček    |       |
| 10    | Delantero      | Tomáš Skuhravý   |       |
| D. T. | D. T.          | Jozef Vengloš    |       |

| 4 | Centrocampista | Luigi De Agostini | 51' |
| 8 | Defensa        | Pietro Vierchowod | 65' |

| 2  | Defensa   | Július Bielik   | 45+1' |
| 19 | Delantero | Stanislav Griga | 58'   |

|  | 9'  | Schillaci |
|  | 78' | Baggio    |

|  |

| Amonestado | 44' | Baggio |
| Amonestado | 70' | Berti  |

| Amonestado | 26' | Chovanec |
| Amonestado | 29' | Skuhravý |

| Árbitro             | Joël Quiniou (Francia)          |
| Árbitros asistentes | Marcel Van Langenhove (Bélgica) |
| Árbitros asistentes | George Smith (Escocia)          |

### Octavos de final
| 1     | Guardameta     | Walter Zenga        |     |
| 3     | Defensa        | Giuseppe Bergomi    |     |
| 6     | Defensa        | Riccardo Ferri      |     |
| 2     | Defensa        | Franco Baresi       |     |
| 7     | Defensa        | Paolo Maldini       |     |
| 13    | Centrocampista | Giuseppe Giannini   |     |
| 10    | Centrocampista | Nicola Berti        | 52' |
| 11    | Centrocampista | Fernando De Napoli  |     |
| 4     | Centrocampista | Luigi De Agostini   |     |
| 15    | Delantero      | Roberto Baggio      | 79' |
| 19    | Delantero      | Salvatore Schillaci |     |
| D. T. | D. T.          | Azeglio Vicini      |     |

| 1     | Guardameta     | Fernando Álvez           |     |
| 14    | Defensa        | José Pintos              |     |
| 2     | Defensa        | Nelson Gutiérrez         |     |
| 3     | Defensa        | Hugo de León             |     |
| 6     | Defensa        | Alfonso Domínguez        |     |
| 5     | Centrocampista | José Perdomo             |     |
| 20    | Centrocampista | Rubén Pereira            |     |
| 8     | Centrocampista | Santiago Ostolaza        | 79' |
| 18    | Centrocampista | Carlos Aguilera          | 55' |
| 19    | Delantero      | Daniel Fonseca           |     |
| 9     | Delantero      | Enzo Francescoli         |     |
| D. T. | D. T.          | Óscar Washington Tabárez |     |

| 20 | Delantero | Aldo Serena       | 52' |
| 8  | Defensa   | Pietro Vierchowod | 79' |

| 11 | Delantero | Rubén Sosa        | 55' |
| 7  | Delantero | Antonio Alzamendi | 79' |

|  | 65' | Schillaci |
|  | 83' | Serena    |

|  |

| Amonestado | 36' | Berti |

| Amonestado | 15' | Pintos    |
| Amonestado | 25' | Álvez     |
| Amonestado | 34' | Perdomo   |
| Amonestado | 61' | Gutiérrez |

| Árbitro             | George Courtney (Inglaterra) |
| Árbitros asistentes | Kurt Roethlisberger (Suiza)  |
| Árbitros asistentes | Zoran Petrović (Serbia)      |

| 1     | Guardameta     | Walter Zenga        |     |
| 3     | Defensa        | Giuseppe Bergomi    |     |
| 6     | Defensa        | Riccardo Ferri      |     |
| 2     | Defensa        | Franco Baresi       |     |
| 7     | Defensa        | Paolo Maldini       |     |
| 13    | Centrocampista | Giuseppe Giannini   |     |
| 10    | Centrocampista | Nicola Berti        | 52' |
| 11    | Centrocampista | Fernando De Napoli  |     |
| 4     | Centrocampista | Luigi De Agostini   |     |
| 15    | Delantero      | Roberto Baggio      | 79' |
| 19    | Delantero      | Salvatore Schillaci |     |
| D. T. | D. T.          | Azeglio Vicini      |     |

| 1     | Guardameta     | Fernando Álvez           |     |
| 14    | Defensa        | José Pintos              |     |
| 2     | Defensa        | Nelson Gutiérrez         |     |
| 3     | Defensa        | Hugo de León             |     |
| 6     | Defensa        | Alfonso Domínguez        |     |
| 5     | Centrocampista | José Perdomo             |     |
| 20    | Centrocampista | Rubén Pereira            |     |
| 8     | Centrocampista | Santiago Ostolaza        | 79' |
| 18    | Centrocampista | Carlos Aguilera          | 55' |
| 19    | Delantero      | Daniel Fonseca           |     |
| 9     | Delantero      | Enzo Francescoli         |     |
| D. T. | D. T.          | Óscar Washington Tabárez |     |

| 20 | Delantero | Aldo Serena       | 52' |
| 8  | Defensa   | Pietro Vierchowod | 79' |

| 11 | Delantero | Rubén Sosa        | 55' |
| 7  | Delantero | Antonio Alzamendi | 79' |

|  | 65' | Schillaci |
|  | 83' | Serena    |

|  |

| Amonestado | 36' | Berti |

| Amonestado | 15' | Pintos    |
| Amonestado | 25' | Álvez     |
| Amonestado | 34' | Perdomo   |
| Amonestado | 61' | Gutiérrez |

| Árbitro             | George Courtney (Inglaterra) |
| Árbitros asistentes | Kurt Roethlisberger (Suiza)  |
| Árbitros asistentes | Zoran Petrović (Serbia)      |

### Cuartos de final
| 1     | Guardameta     | Walter Zenga        |     |
| 4     | Defensa        | Luigi De Agostini   |     |
| 7     | Defensa        | Paolo Maldini       |     |
| 2     | Defensa        | Franco Baresi       |     |
| 3     | Defensa        | Giuseppe Bergomi    |     |
| 17    | Centrocampista | Roberto Donadoni    |     |
| 6     | Centrocampista | Riccardo Ferri      |     |
| 13    | Centrocampista | Giuseppe Giannini   | 62' |
| 11    | Centrocampista | Fernando De Napoli  |     |
| 15    | Delantero      | Roberto Baggio      | 70' |
| 19    | Delantero      | Salvatore Schillaci |     |
| D. T. | D. T.          | Azeglio Vicini      |     |

| 1     | Guardameta     | Pat Bonner     |     |
| 2     | Defensa        | Chris Morris   |     |
| 5     | Defensa        | Kevin Moran    |     |
| 4     | Defensa        | Mick McCarthy  |     |
| 3     | Defensa        | Steve Staunton |     |
| 8     | Centrocampista | Ray Houghton   |     |
| 13    | Centrocampista | Andy Townsend  |     |
| 7     | Centrocampista | Paul McGrath   |     |
| 11    | Centrocampista | Kevin Sheedy   |     |
| 9     | Delantero      | John Aldridge  | 78' |
| 17    | Delantero      | Niall Quinn    | 53' |
| D. T. | D. T.          | Jack Charlton  |     |

| 9  | Centrocampista | Carlo Ancelotti | 62' |
| 20 | Delantero      | Aldo Serena     | 70' |

| 10 | Delantero      | Tony Cascarino | 53' |
| 16 | Centrocampista | John Sheridan  | 78' |

|  | 38' | Schillaci |

|  |

| Amonestado | 35' | De Agostini |

| Amonestado | 42' | Moran |

| Árbitro             | Carlos Silva Valente (Portugal) |
| Árbitros asistentes | Armando Pérez Hoyos (Colombia)  |
| Árbitros asistentes | Berny Ulloa Morera (Costa Rica) |

| 1     | Guardameta     | Walter Zenga        |     |
| 4     | Defensa        | Luigi De Agostini   |     |
| 7     | Defensa        | Paolo Maldini       |     |
| 2     | Defensa        | Franco Baresi       |     |
| 3     | Defensa        | Giuseppe Bergomi    |     |
| 17    | Centrocampista | Roberto Donadoni    |     |
| 6     | Centrocampista | Riccardo Ferri      |     |
| 13    | Centrocampista | Giuseppe Giannini   | 62' |
| 11    | Centrocampista | Fernando De Napoli  |     |
| 15    | Delantero      | Roberto Baggio      | 70' |
| 19    | Delantero      | Salvatore Schillaci |     |
| D. T. | D. T.          | Azeglio Vicini      |     |

| 1     | Guardameta     | Pat Bonner     |     |
| 2     | Defensa        | Chris Morris   |     |
| 5     | Defensa        | Kevin Moran    |     |
| 4     | Defensa        | Mick McCarthy  |     |
| 3     | Defensa        | Steve Staunton |     |
| 8     | Centrocampista | Ray Houghton   |     |
| 13    | Centrocampista | Andy Townsend  |     |
| 7     | Centrocampista | Paul McGrath   |     |
| 11    | Centrocampista | Kevin Sheedy   |     |
| 9     | Delantero      | John Aldridge  | 78' |
| 17    | Delantero      | Niall Quinn    | 53' |
| D. T. | D. T.          | Jack Charlton  |     |

| 9  | Centrocampista | Carlo Ancelotti | 62' |
| 20 | Delantero      | Aldo Serena     | 70' |

| 10 | Delantero      | Tony Cascarino | 53' |
| 16 | Centrocampista | John Sheridan  | 78' |

|  | 38' | Schillaci |

|  |

| Amonestado | 35' | De Agostini |

| Amonestado | 42' | Moran |

| Árbitro             | Carlos Silva Valente (Portugal) |
| Árbitros asistentes | Armando Pérez Hoyos (Colombia)  |
| Árbitros asistentes | Berny Ulloa Morera (Costa Rica) |

### Semifinal
| 1     | Guardameta     | Walter Zenga        |     |
| 3     | Defensa        | Giuseppe Bergomi    |     |
| 6     | Defensa        | Riccardo Ferri      |     |
| 2     | Defensa        | Franco Baresi       |     |
| 7     | Defensa        | Paolo Maldini       |     |
| 17    | Centrocampista | Roberto Donadoni    |     |
| 11    | Centrocampista | Fernando De Napoli  |     |
| 13    | Centrocampista | Giuseppe Giannini   | 73' |
| 4     | Centrocampista | Luigi De Agostini   |     |
| 19    | Delantero      | Salvatore Schillaci |     |
| 21    | Delantero      | Gianluca Vialli     | 70' |
| D. T. | D. T.          | Azeglio Vicini      |     |

| 12    | Guardameta     | Sergio Goycochea    |       |
| 18    | Defensa        | José Serrizuela     |       |
| 20    | Defensa        | Juan Simón          |       |
| 19    | Defensa        | Oscar Ruggeri       |       |
| 14    | Centrocampista | Ricardo Giusti      |       |
| 4     | Centrocampista | José Basualdo       | 99'   |
| 6     | Delantero      | Gabriel Calderón    | 45+1' |
| 16    | Centrocampista | Julio Olarticoechea |       |
| 7     | Centrocampista | Jorge Burruchaga    |       |
| 10    | Delantero      | Diego Maradona      |       |
| 8     | Delantero      | Claudio Caniggia    |       |
| D. T. | D. T.          | Carlos Bilardo      |       |

| 20 | Delantero | Aldo Serena    | 70' |
| 15 | Delantero | Roberto Baggio | 73' |

| 21 | Centrocampista | Pedro Troglio  | 45+1' |
| 2  | Centrocampista | Sergio Batista | 99'   |

|  | 17' | Schillaci |

|  | 67' | Caniggia |

| Amonestado | 22' | Giannini |

| Amonestado                               | 30'  | Giusti        |
| Amonestado                               | 70'  | Ruggeri       |
| Amonestado                               | 76'  | Olarticoechea |
| Amonestado                               | 82'  | Caniggia      |
| Otorgado · Otorgado otra vez · Expulsado | 103' | Giusti        |
| Amonestado                               | 120' | Batista       |

| Baresi      | Acierto de penal | 1:0 |                  |               |
|             |                  | 1:1 | Acierto de penal | Serrizuela    |
|             |                  |     |                  |               |
| Baggio      | Acierto de penal | 2:1 |                  |               |
|             |                  | 2:2 | Acierto de penal | Burruchaga    |
| De Agostini | Acierto de penal | 3:2 |                  |               |
|             |                  | 3:3 | Acierto de penal | Olarticoechea |
| Donadoni    | Fallo de penal   | 3:3 |                  |               |
|             |                  | 3:4 | Acierto de penal | Maradona      |
| Serena      | Fallo de penal   | 3:4 |                  |               |

| Árbitro             | Michel Vautrot (Francia)     |
| Árbitros asistentes | Michał Listkiewicz (Polonia) |
| Árbitros asistentes | Peter Mikkelsen (Dinamarca)  |

| 1     | Guardameta     | Walter Zenga        |     |
| 3     | Defensa        | Giuseppe Bergomi    |     |
| 6     | Defensa        | Riccardo Ferri      |     |
| 2     | Defensa        | Franco Baresi       |     |
| 7     | Defensa        | Paolo Maldini       |     |
| 17    | Centrocampista | Roberto Donadoni    |     |
| 11    | Centrocampista | Fernando De Napoli  |     |
| 13    | Centrocampista | Giuseppe Giannini   | 73' |
| 4     | Centrocampista | Luigi De Agostini   |     |
| 19    | Delantero      | Salvatore Schillaci |     |
| 21    | Delantero      | Gianluca Vialli     | 70' |
| D. T. | D. T.          | Azeglio Vicini      |     |

| 12    | Guardameta     | Sergio Goycochea    |       |
| 18    | Defensa        | José Serrizuela     |       |
| 20    | Defensa        | Juan Simón          |       |
| 19    | Defensa        | Oscar Ruggeri       |       |
| 14    | Centrocampista | Ricardo Giusti      |       |
| 4     | Centrocampista | José Basualdo       | 99'   |
| 6     | Delantero      | Gabriel Calderón    | 45+1' |
| 16    | Centrocampista | Julio Olarticoechea |       |
| 7     | Centrocampista | Jorge Burruchaga    |       |
| 10    | Delantero      | Diego Maradona      |       |
| 8     | Delantero      | Claudio Caniggia    |       |
| D. T. | D. T.          | Carlos Bilardo      |       |

| 20 | Delantero | Aldo Serena    | 70' |
| 15 | Delantero | Roberto Baggio | 73' |

| 21 | Centrocampista | Pedro Troglio  | 45+1' |
| 2  | Centrocampista | Sergio Batista | 99'   |

|  | 17' | Schillaci |

|  | 67' | Caniggia |

| Amonestado | 22' | Giannini |

| Amonestado                               | 30'  | Giusti        |
| Amonestado                               | 70'  | Ruggeri       |
| Amonestado                               | 76'  | Olarticoechea |
| Amonestado                               | 82'  | Caniggia      |
| Otorgado · Otorgado otra vez · Expulsado | 103' | Giusti        |
| Amonestado                               | 120' | Batista       |

| Baresi      | Acierto de penal | 1:0 |                  |               |
|             |                  | 1:1 | Acierto de penal | Serrizuela    |
|             |                  |     |                  |               |
| Baggio      | Acierto de penal | 2:1 |                  |               |
|             |                  | 2:2 | Acierto de penal | Burruchaga    |
| De Agostini | Acierto de penal | 3:2 |                  |               |
|             |                  | 3:3 | Acierto de penal | Olarticoechea |
| Donadoni    | Fallo de penal   | 3:3 |                  |               |
|             |                  | 3:4 | Acierto de penal | Maradona      |
| Serena      | Fallo de penal   | 3:4 |                  |               |

| Árbitro             | Michel Vautrot (Francia)     |
| Árbitros asistentes | Michał Listkiewicz (Polonia) |
| Árbitros asistentes | Peter Mikkelsen (Dinamarca)  |

### Tercer puesto
| 1     | Guardameta     | Walter Zenga        |     |
| 3     | Defensa        | Giuseppe Bergomi    |     |
| 5     | Defensa        | Ciro Ferrara        |     |
| 2     | Defensa        | Franco Baresi       |     |
| 7     | Defensa        | Paolo Maldini       |     |
| 13    | Centrocampista | Giuseppe Giannini   | 90' |
| 9     | Centrocampista | Carlo Ancelotti     |     |
| 8     | Centrocampista | Pietro Vierchowod   |     |
| 4     | Centrocampista | Luigi De Agostini   | 67' |
| 15    | Delantero      | Roberto Baggio      |     |
| 19    | Delantero      | Salvatore Schillaci |     |
| D. T. | D. T.          | Azeglio Vicini      |     |

| 1     | Guardameta     | Peter Shilton   |     |
| 12    | Defensa        | Paul Parker     |     |
| 2     | Defensa        | Gary Stevens    |     |
| 5     | Defensa        | Des Walker      |     |
| 14    | Defensa        | Mark Wright     | 72' |
| 15    | Defensa        | Tony Dorigo     |     |
| 20    | Centrocampista | Trevor Steven   |     |
| 16    | Centrocampista | Steve McMahon   | 72' |
| 17    | Centrocampista | David Platt     |     |
| 9     | Delantero      | Peter Beardsley |     |
| 10    | Delantero      | Gary Lineker    |     |
| D. T. | D. T.          | Bobby Robson    |     |

| 10 | Centrocampista | Nicola Berti   | 67' |
| 6  | Defensa        | Riccardo Ferri | 90' |

| 4 | Centrocampista | Neil Webb    | 72' |
| 8 | Centrocampista | Chris Waddle | 72' |

|  | 71' | Baggio    |
|  | 86' | Schillaci |

|  | 81' | Platt |

|  |

| Árbitro             | Joël Quiniou (Francia)      |
| Árbitros asistentes | Mohamed Hansal (Argelia)    |
| Árbitros asistentes | Kurt Roethlisberger (Suiza) |

| 1     | Guardameta     | Walter Zenga        |     |
| 3     | Defensa        | Giuseppe Bergomi    |     |
| 5     | Defensa        | Ciro Ferrara        |     |
| 2     | Defensa        | Franco Baresi       |     |
| 7     | Defensa        | Paolo Maldini       |     |
| 13    | Centrocampista | Giuseppe Giannini   | 90' |
| 9     | Centrocampista | Carlo Ancelotti     |     |
| 8     | Centrocampista | Pietro Vierchowod   |     |
| 4     | Centrocampista | Luigi De Agostini   | 67' |
| 15    | Delantero      | Roberto Baggio      |     |
| 19    | Delantero      | Salvatore Schillaci |     |
| D. T. | D. T.          | Azeglio Vicini      |     |

| 1     | Guardameta     | Peter Shilton   |     |
| 12    | Defensa        | Paul Parker     |     |
| 2     | Defensa        | Gary Stevens    |     |
| 5     | Defensa        | Des Walker      |     |
| 14    | Defensa        | Mark Wright     | 72' |
| 15    | Defensa        | Tony Dorigo     |     |
| 20    | Centrocampista | Trevor Steven   |     |
| 16    | Centrocampista | Steve McMahon   | 72' |
| 17    | Centrocampista | David Platt     |     |
| 9     | Delantero      | Peter Beardsley |     |
| 10    | Delantero      | Gary Lineker    |     |
| D. T. | D. T.          | Bobby Robson    |     |

| 10 | Centrocampista | Nicola Berti   | 67' |
| 6  | Defensa        | Riccardo Ferri | 90' |

| 4 | Centrocampista | Neil Webb    | 72' |
| 8 | Centrocampista | Chris Waddle | 72' |

|  | 71' | Baggio    |
|  | 86' | Schillaci |

|  | 81' | Platt |

|  |

| Árbitro             | Joël Quiniou (Francia)      |
| Árbitros asistentes | Mohamed Hansal (Argelia)    |
| Árbitros asistentes | Kurt Roethlisberger (Suiza) |

## Estadísticas

### Clasificación final
Simbología:

Pts: puntos acumulados.

PJ: partidos jugados.

PG: partidos ganados.

PE: partidos empatados.

PP: partidos perdidos.

GF: goles a favor.

GC: goles en contra.

Dif: diferencia de goles.

Rend: rendimiento.
| Equipo | Equipo                 | Pts | PJ | PG | PE | PP | GF | GC | Dif | Rend   |
| ------ | ---------------------- | --- | -- | -- | -- | -- | -- | -- | --- | ------ |
| 1      | Alemania Federal       | 12  | 7  | 5  | 2  | 0  | 15 | 5  | 10  | 85,7 % |
| 2      | Argentina              | 7   | 7  | 2  | 3  | 2  | 5  | 4  | 1   | 50 %   |
| 3      | Italia                 | 13  | 7  | 6  | 1  | 0  | 10 | 2  | 8   | 92,9 % |
| 4      | Inglaterra             | 9   | 7  | 3  | 3  | 1  | 8  | 6  | 2   | 64,3 % |
| 5      | Yugoslavia             | 7   | 5  | 3  | 1  | 1  | 8  | 6  | 2   | 70 %   |
| 6      | Checoslovaquia         | 6   | 5  | 3  | 0  | 2  | 10 | 5  | 5   | 60 %   |
| 7      | Camerún                | 6   | 5  | 3  | 0  | 2  | 7  | 9  | -2  | 60 %   |
| 8      | Irlanda                | 4   | 5  | 0  | 4  | 1  | 2  | 3  | -1  | 40 %   |
| 9      | Brasil                 | 6   | 4  | 3  | 0  | 1  | 4  | 2  | 2   | 75 %   |
| 10     | España                 | 5   | 4  | 2  | 1  | 1  | 6  | 4  | 2   | 62,5 % |
| 11     | Bélgica                | 4   | 4  | 2  | 0  | 2  | 6  | 4  | 2   | 50 %   |
| 12     | Rumania                | 4   | 4  | 1  | 2  | 1  | 4  | 3  | 1   | 50 %   |
| 13     | Costa Rica             | 4   | 4  | 2  | 0  | 2  | 4  | 6  | -2  | 50 %   |
| 14     | Colombia               | 3   | 4  | 1  | 1  | 2  | 4  | 4  | 0   | 37,5 % |
| 15     | Países Bajos           | 3   | 4  | 0  | 3  | 1  | 3  | 4  | -1  | 37,5 % |
| 16     | Uruguay                | 3   | 4  | 1  | 1  | 2  | 2  | 5  | -3  | 37,5 % |
| 17     | Unión Soviética        | 2   | 3  | 1  | 0  | 2  | 4  | 4  | 0   | 33,3 % |
| 18     | Austria                | 2   | 3  | 1  | 0  | 2  | 2  | 3  | -1  | 33,3 % |
| 19     | Escocia                | 2   | 3  | 1  | 0  | 2  | 2  | 3  | -1  | 33,3 % |
| 20     | Egipto                 | 2   | 3  | 0  | 2  | 1  | 1  | 2  | -1  | 33,3 % |
| 21     | Suecia                 | 0   | 3  | 0  | 0  | 3  | 3  | 6  | -3  | 0 %    |
| 22     | Corea del Sur          | 0   | 3  | 0  | 0  | 3  | 1  | 6  | -5  | 0 %    |
| 23     | Estados Unidos         | 0   | 3  | 0  | 0  | 3  | 2  | 8  | -6  | 0 %    |
| 24     | Emiratos Árabes Unidos | 0   | 3  | 0  | 0  | 3  | 2  | 11 | -9  | 0 %    |

### Participación de jugadores
Durante la Copa del Mundo, Walter Zenga no recibió goles en 517 minutos y superó la marca de imbatibilidad del alemán Sepp Maier, de 474 minutos. Esto también se debió a la sólida defensa, compuesta por Maldini, Baresi, Ferri y Bergomi. Baresi fue el pilar de esa zaga y fue uno de los mejores jugadores del torneo. Salvatore Schillaci ganó la Bota de Oro, al máximo goleador, y el Balón de Oro, al mejor jugador. Su compañero en la delantera, Roberto Baggio, fue una de las revelaciones del torneo. Baresi, Maldini y Schillaci figuraron en el Equipo de las Estrellas.
Simbología:

Part.: partidos jugados.

Min.: minutos jugados.

: goles marcados.

Asist.: asistencias de gol.

 : amonestaciones.

: segunda amonestación y expulsión.

: expulsiones directas.

| #  | Nombre              | Posición       | Part. | Min. | Anotado | Asist. | Amonestado | Otorgado · Otorgado otra vez · Expulsado |   |
| -- | ------------------- | -------------- | ----- | ---- | ------- | ------ | ---------- | ---------------------------------------- | - |
| 2  | Franco Baresi       | Defensa        | 7     | 660  | 0       | 0      | 0          | 0                                        | 0 |
| 3  | Giuseppe Bergomi    | Defensa        | 7     | 660  | 0       | 0      | 0          | 0                                        | 0 |
| 4  | Luigi De Agostini   | Defensa        | 6     | 448  | 0       | 0      | 1          | 0                                        | 0 |
| 5  | Ciro Ferrara        | Defensa        | 1     | 90   | 0       | 0      | 0          | 0                                        | 0 |
| 6  | Riccardo Ferri      | Defensa        | 7     | 571  | 0       | 0      | 1          | 0                                        | 0 |
| 7  | Paolo Maldini       | Defensa        | 7     | 660  | 0       | 0      | 0          | 0                                        | 0 |
| 8  | Pietro Vierchowod   | Defensa        | 3     | 125  | 0       | 0      | 0          | 0                                        | 0 |
| 9  | Carlo Ancelotti     | Centrocampista | 3     | 161  | 0       | 0      | 0          | 0                                        | 0 |
| 10 | Nicola Berti        | Centrocampista | 4     | 258  | 0       | 0      | 2          | 0                                        | 0 |
| 11 | Fernando De Napoli  | Centrocampista | 6     | 546  | 0       | 0      | 0          | 0                                        | 0 |
| 13 | Giuseppe Giannini   | Centrocampista | 7     | 588  | 1       | 3      | 1          | 0                                        | 0 |
| 14 | Giancarlo Marocchi  | Centrocampista | 0     | 0    | 0       | 0      | 0          | 0                                        | 0 |
| 15 | Roberto Baggio      | Delantero      | 5     | 375  | 2       | 0      | 1          | 0                                        | 0 |
| 16 | Andrea Carnevale    | Delantero      | 2     | 127  | 0       | 0      | 0          | 0                                        | 0 |
| 17 | Roberto Donadoni    | Centrocampista | 5     | 441  | 0       | 0      | 0          | 0                                        | 0 |
| 18 | Roberto Mancini     | Delantero      | 0     | 0    | 0       | 0      | 0          | 0                                        | 0 |
| 19 | Salvatore Schillaci | Delantero      | 7     | 533  | 6       | 1      | 0          | 0                                        | 0 |
| 20 | Aldo Serena         | Delantero      | 3     | 107  | 1       | 1      | 0          | 0                                        | 0 |
| 21 | Gianluca Vialli     | Delantero      | 3     | 250  | 0       | 2      | 0          | 0                                        | 0 |
| #  | Nombre              | Posición       | Part. | Min. | Anotado | Asist. | Amonestado | Otorgado · Otorgado otra vez · Expulsado |   |
| 1  | Walter Zenga        | Guardameta     | 7     | 660  | -2      | 0      | 0          | 0                                        | 0 |
| 12 | Stefano Tacconi     | Guardameta     | 0     | 0    | 0       | 0      | 0          | 0                                        | 0 |
| 22 | Gianluca Pagliuca   | Guardameta     | 0     | 0    | 0       | 0      | 0          | 0                                        | 0 |

### Goles y asistencias
Tabla confeccionada a partir de los criterios utilizados para elegir la Bota de Oro.
Simbología:

: goles anotados.

A: número de asistencias de gol.

Min: minutos jugados.

PJ: partidos jugados.

GP: goles de penal.

| Posición | Jugador             | Anotado | A. | Min. | PJ | GP |
| 1.°      | Salvatore Schillaci | 6       | 1  | 533  | 7  | 1  |
| -------- | ------------------- | ------- | -- | ---- | -- | -- |
| 21.º     | Roberto Baggio      | 2       | 0  | 375  | 5  | 0  |
| 23.º     | Aldo Serena         | 1       | 1  | 107  | 3  | 0  |
| 37.º     | Giuseppe Giannini   | 1       | 3  | 588  | 7  | 0  |
| —        | Gianluca Vialli     | 0       | 2  | 250  | 3  | 0  |

## Uniforme
El uniforme de Italia fue el mismo que el de la Copa Mundial de Fútbol de 1986, confeccionado por Diadora y con escudo redondo.